# Бэкман, Тед
Тед Бэкман (англ. Ted Backman) — американский арт-директор, концептуальный художник, арт-дизайнер, аниматор и иллюстратор, известный благодаря своей работе в американской компании-разработчике компьютерных игр Valve и принимавший участие в разработке всех её основных игр: Half-Life, Half-Life 2, Half-Life 2: Episode One, Half-Life 2: Episode Two, Half-Life 2: Episode Three и других.

## Биография
Тед Бэкман вырос в Сиэтле, где окончил Вашингтонский университет и получил профессию художника. После окончания университета Бэкман стал фрилансером. В 1996 году он поступил на работу в компанию Valve, которая была образована в этом же году, и начал работу над первым проектом компании — игрой Half-Life, которая вышла в 1998 году и завоевала множество наград, включая 50 наград «Игра года». Бэкман разработал концепт-арты для большинства инопланетных монстров, выходцев из мира Зен, а также строений и ручного оружия. Множество концепт-артов, созданных Бэкманом на ранней стадии, не попали в финальную версию (например, Mr. Friendly, Flocking Floater и другие). Кроме моделей, Тед Бэкман разработал множество компьютерных анимаций персонажей.
Второй заметной работой Бэкмана стала игра Half-Life 2, которая имела сравнимый с первой игрой огромный финансовый успех, а также множество наград от игровой прессы, включая 39 наград «Игра года». В этой игре Бэкман создал концепт-дизайны для почти всех персонажей Альянса, а также множество моделей техники и эмблем Альянса.
После Half-Life 2 Бэкман участвовал в создании инопланетных персонажей для продолжений серии Half-Life: Half-Life 2: Episode One и Half-Life 2: Episode Two, а также работал над другими основными игровыми сериями компании: Portal и Left 4 Dead.
В июле 2008 года был опубликован первый концептуальный рисунок из игры Half-Life 2: Episode Three, который был нарисован Бэкманом совместно с Джереми Беннеттом (англ. Jeremy Bennett) и Тристаном Рейнфордом (англ. Tristan Reidford). Позже были опубликованы второй и третий эскизы за их авторством.

## Влияние и авторитет
Тед Бэкман является авторитетным и признанным арт-директором, художником и аниматором. В книге «Компьютерные игры: как это делается» под авторством Марка Зальцмана, опубликованной в 2000 году, бо́льшая часть 11-й главы «Анимация» содержит советы и руководства Бэкмана, взятые у него автором книги.
В книге Half-Life 2: Raising the Bar 2004 года выпуска концепт-арты Бэкмана, наряду с рисунками Виктора Антонова, составляют бо́льшую часть графического наполнения книги; соответственно, его рассказам и описанию создания моделей уделено много места.
У Бэкмана было взято множество интервью многими авторитетными изданиями, например, Develop и Roboroto.

## Игры
Ниже представлен полный список компьютерных игр, в создании которых Тед Бэкман принимал участие:
- Half-Life (1998)
- Half-Life: Opposing Force (1999)
- Half-Life: Blue Shift (2001)
- Counter-Strike: Source (2004)
- Half-Life 2 (2004)
- Half-Life 2: Episode One (2006)
- Portal (2007)
- Half-Life 2: Episode Two (2007)
- Left 4 Dead (2008)
- Left 4 Dead 2 (2009)
- Alien Swarm (2010)
- Portal 2 (2011)